# Фридрих Малкия
Фридрих Клем, наричан също Фридрих Малкия или Фридрих фон Дрезден (на немски: Friedrich Clem, „Friedrich der Kleine“, „Friedrich von Dresden“, * 1273 в Дрезден, † 25 април 1316 в Дрезден) от род Ветини управлява господството Дрезден. Той сам се нарича също маркграф на Дрезден.
Фридрих е най-малкият син на маркграф Хайнрих Светлейший (1215–1288) и неговата трета съпруга Елизабет фон Малтиц (1238/39–1333), дъщеря на Улрих фон Малтиц. Той е полубрат на Албрехт и Дитрих.
За да няма наследствени конфликти със синовете на баща му от първия брак Фридрих заедно с майка му e издигнат през 1278 г. на имперски княз от Рудолф I.
През 1287 г. той получава от баща си обещание да наследи градовете Дрезден, Тарант, Радеберг и Гросенхайн. Фридрих се смята сам за маркграф на Дрезден, въпреки че няма Маркграфство Дрезден. В документи неговата титла е „dominus de Dresden“ (господар на Дрезден) и „marchio de Dresden“ (маркграф на Дрезден). Още през 1289 г. той иска да продаде собствеността си на бохемската корона (договор на 12 март 1289). Това не се осъществява, заради протеста на неговия племенник, маркграф Фридрих Тута. На 11 септември 1289 г. неговият племенник купува цялата му собственост и изключение на Дрезден. Преди това Фридрих продава Дрезден на маркграф Валдемар от Бранденбург.
Фридрих умира на 25 април 1316 г. в Дрезден и е погребан в манастир Алтцела. Той няма мъжки наследници и след неговата смърт остатъците от бащиното му наследство отиват на братовчед му Фридрих Охапания.
Фридрих е женен от ок. 1305 г. за Юта фон Шварцбург-Бланкенбург, която умира през 1329 г. и е погребана в манастир Илм.